# Angélica Celaya
Angélica Guadalupe Celaya (Tucson, 9 de julho de 1982), é uma atriz norte-americana.

## Primeiros anos de vida
Celaya é filha de pais mexicanos. Ela tem um irmão mais novo. Celaya fala espanhol, inglês e italiano. Sua estreia foi na telenovela de 2003 Ladrón de corazones. Outros papéis em telenovelas incluem Los plateados, Marina, Mientras haya vida e Vivir por ti.

## Vida pessoal
Em 2010, durante as filmagens da telenovela Alguien te mira, conheceu Rafael Amaya, com quem ela começou um relacionamento. Desde então eles se envolveram.

## Filmografía

### Cinema
| Cinema | Cinema            | Cinema            | Cinema | Cinema |
| Ano    | Título            | Cáracter          | Notas  |        |
| ------ | ----------------- | ----------------- | ------ | ------ |
| 2010   | Dead West         | Gloria Valenzuela | Filme  |        |
| 2010   | Edgar Floats      | Penny             |        |        |
| 2013   | Kiss of Vengeance | The Lady          |        |        |

### Televisão
| Televisão | Televisão              | Televisão           | Televisão                 | Televisão |
| Ano       | Título                 | Cáracter            | Notas                     |           |
| --------- | ---------------------- | ------------------- | ------------------------- | --------- |
| 2003      | Ladrón de corazones    | Renata              | Papel de apoio            |           |
| 2005      | Los plateados          | Ximena Campuzano    | Papel de apoio            |           |
| 2006      | Decisones              | Lucy                | Série de televisão        |           |
| 2006-07   | Marina                 | Rosalba Álvarez     | Papel de apoio            |           |
| 2007-08   | Mientras haya vida     | Paula Hernandez     | Papel de apoio            |           |
| 2008      | Vivir por ti           | Liliana             | Aparição especial         |           |
| 2008      | Gabriel                | Eva León / Viviana  | Série de televisão        |           |
| 2010      | Perro amor             | Miranda             | Papel de apoio            |           |
| 2010-11   | Alguien te mira        | Eva Zanetti         | Papel de apoio            |           |
| 2012      | Burn Notice            | Ángela Flores       | Série de televisão        |           |
| 2013      | El Señor de los Cielos | Eugenia Casas       | Temporada 1, 50 episódios |           |
| 2014      | La buena mala          | Ana María / Adriana | Série de televisão        |           |
| 2014      | Dallas                 | Lucía Treviño       | Série de televisão        |           |
| 2014-2015 | Constantine            | Mary "Zed" Martin   | Série de televisão        |           |